# 楠叶槭
楠叶槭（学名：Acer machilifolium）为无患子科槭属的植物，为中国的特有植物。分布在中国大陆的云南等地，生长于海拔1,600米至2,400米的地区，多生长在疏林中，目前已由人工引种栽培。